# IC 3328
IC 3328 је елиптична галаксија у сазвјежђу Дјевица која се налази на листи објеката дубоког неба у Индекс каталогу.
Деклинација објекта је + 10° 3' 14" а ректасцензија 12h 25m 58,0s. Привидна величина (магнитуда) објекта IC 3328 износи 13,7 а фотографска магнитуда 14,7. Налази се на удаљености од 14,715 милиона парсека од Сунца. IC 3328 је још познат и под ознакама MCG 2-32-42, CGCG 70-69, VCC 856, PGC 40616.